# ファルコン9
ファルコン9（Falcon 9）はアメリカ合衆国の民間企業スペースX社により開発され、運用されている2段式のロケット。低周回軌道に22,800 kgの打ち上げ能力を持つローンチ・ヴィークル。2010年6月4日に初打ち上げが行われ、成功した。
徹底した低コスト化が図られたロケットであり、打ち上げ価格は2022年時点で6,700万ドル（約90億円）と1億ドルを超える同規模同時代のロケット（デルタ IV、アトラス V、アリアン5、）と比較して遥かに安価であり、特に商業衛星市場において多くのシェアを獲得している。
ファルコン9ロケットの名前は、『スター・ウォーズ』のミレニアム・ファルコン号に由来しており、ファルコンロケットシリーズの後ろにつく1と9の数字は1段エンジンの数を表す。

## 設計

ファルコン1、ファルコン9 Ver1.0、Ver1.1（3タイプ）、FT（3タイプ）、Block 5（2タイプ）、ファルコンヘビー

ファルコン9は大型の貨物や有人宇宙船の打ち上げを想定して設計された。アメリカ航空宇宙局 (NASA) の商業軌道輸送サービス (COTS) 計画の下で開発したドラゴン補給機を使って国際宇宙ステーション (ISS) への補給や商業補給サービス (CRS) の打ち上げロケットとしても使われている。
ファルコン9は同社が開発したファルコン1を基に機体を大型化し、液体酸素/RP-1を推進剤としたエンジンを使用する2段式のロケットである。
第1段は同社が開発したマーリンエンジン｛海面高度での推力845kN (190,000lbf｝ を9基クラスターにして使用し、総離陸推力 7,607kN (1,710,000 lbf) を実現している。第1段の点火剤として自然発火性物質であるトリエチルアルミニウム-トリエチルボラン (TEA-TEB) を使用している。
第2段はノズルの膨張比を117:1に高めて燃焼時間を397秒に改良したマーリンバキュームロケットエンジン｛981kN（220,500 lbf)｝を1基使用している。このエンジンには再着火時の信頼性を高めるため、TEA-TEBを使用した自己発火性点火器を2重冗長構成で備えている。
ファルコン9の上段と下段を接続する段間構造はアルミニウムコア炭素繊維複合材を使用している。1・2段の分離には再利用可能な固定器具 (collet) を空気圧で押し出すシステムを使用している。ファルコン9のタンク壁とドームはアルミニウム-リチウム合金製である。スペースX社は利用可能な溶接法としては最も信頼性が高く、強度も強い摩擦攪拌接合で全てのタンクを製造している。
ファルコン9の第2段のタンクは単純に第1段のタンクを短縮したもので、大半は同じ工具や材料および製造技術を使用している。これにより、製造経費を削減している。

## 構成
ファルコン9には最初の打ち上げ以後、随時改良が加えられており、中でもv1.1, FTと呼ばれるバージョンアップでは別のロケットと呼べるほどの変更が行われている。

### ファルコン9 v1.0

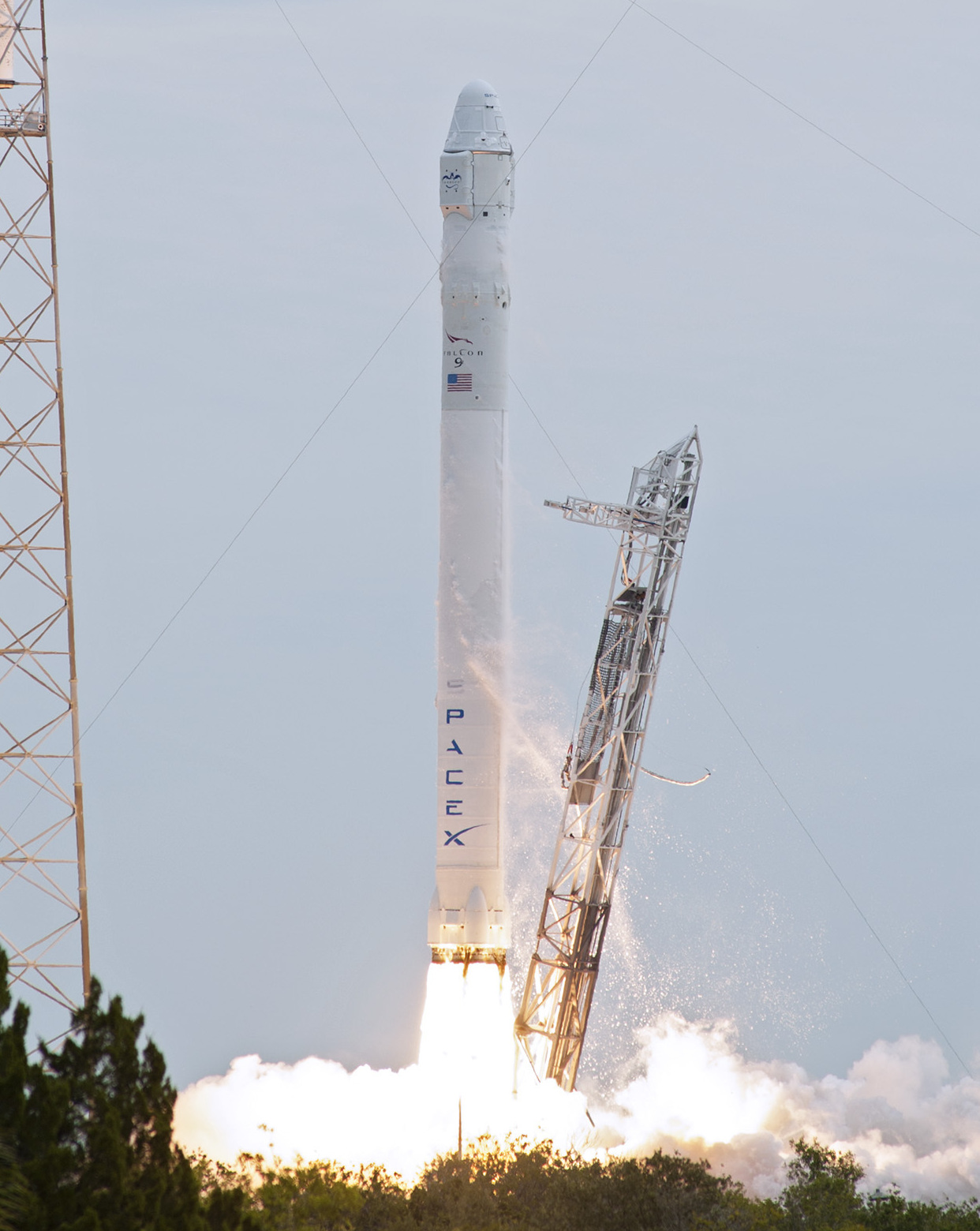
ファルコン9 v1.0

ファルコン9 v1.0 (Version 1.0) は、初期型のファルコン9である。2010年6月の初打ち上げから2013年3月の5回目の打ち上げまで用いられた。
v1.0ではファルコン1で用いられていたマーリン1Cロケットエンジンが同じく用いられており、また9基あるエンジンは3列×3列の正方形で配置されている。全長は58.3 mで、後のバージョンと比べると短めであった。
v1.0でもパラシュートを装着して機体の回収が試みられたことがあったが、この段階では1度も成功しなかった。

### ファルコン9 v1.1

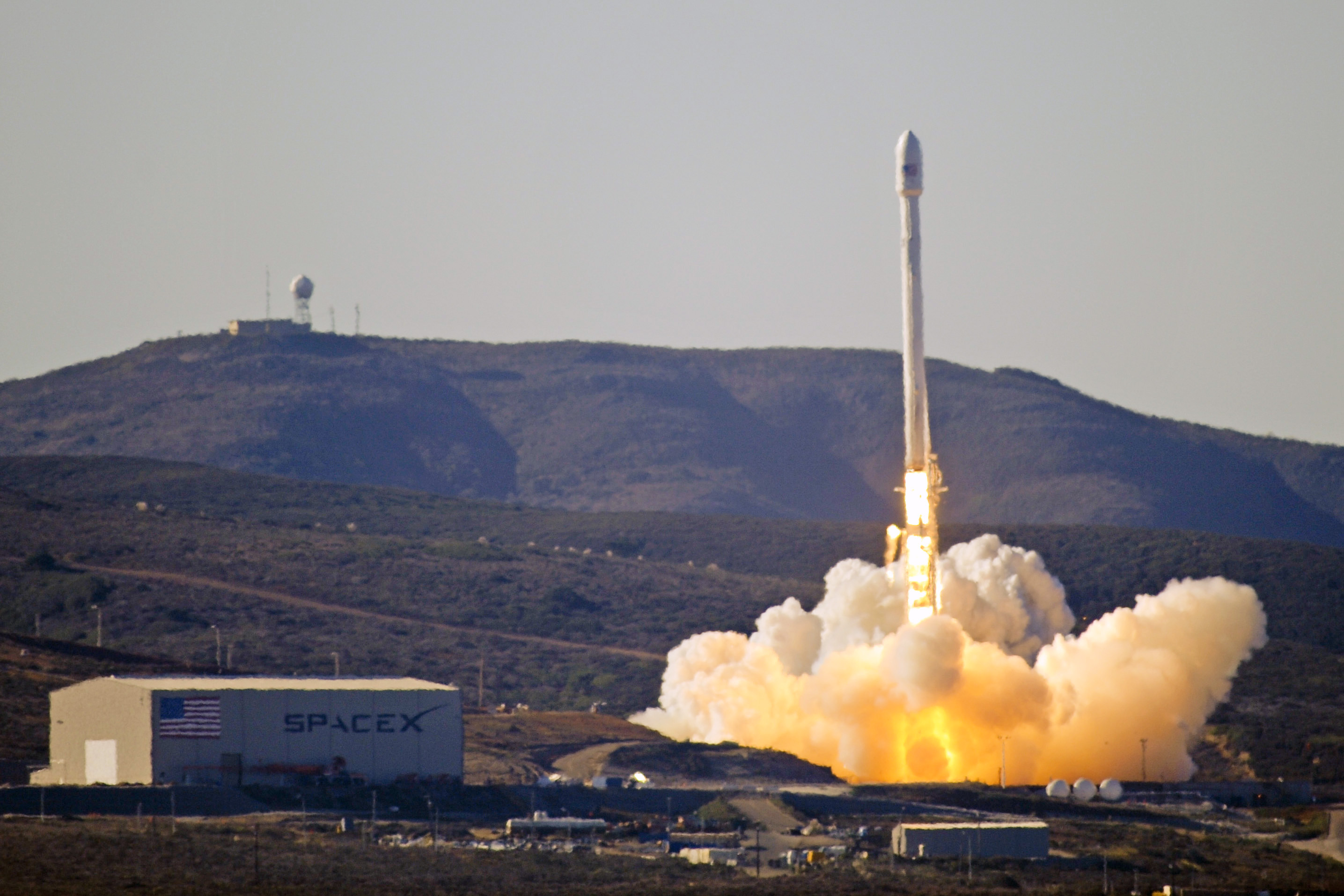
ファルコン9 v1.1

ファルコン9 v1.1 (Version 1.1) は、2013年9月の6回目の打ち上げから2016年1月の21回目の打ち上げまで用いられた改良型のファルコン9である。
v1.1は、v1.0よりも全長が14 m長く、エンジンは改良型のマーリン1Dを使用。1段のエンジン配置も変更され、正方形の配置から、Octawebと呼ばれる円形の配置（外周に8基、中央に1基）に変更された（このため射点設備も改修された）ほか、フェアリングも直径約5 mの新しいものが開発され、段間分離システムも一新されて接続箇所が12箇所から3箇所に減らされて信頼性が向上した。また1段の回収に備えて耐熱塗装が強化された。
2014年4月からは1段を回収するための4本の着陸脚の装備が開始され、打ち上げと並行してたびたび着陸試験が繰り返されたが、v1.1ではいずれも失敗に終わった。

### ファルコン9 フル・スラスト
ファルコン9フル・スラスト (Full Thrust) は、2015年12月の20回目の打ち上げ以降用いられている改良型のファルコン9である。v1.2とも称される。
フル・スラストでは、エンジン推力の向上や第2段の延長などが図られた結果、打ち上げ能力はさらに33%向上している。着陸脚やスラスターなど、着陸機構の改良も図られており、2015年12月の初打ち上げでは第一段切り離し後にメインエンジンを逆噴射させ、ケープカナベラル内のLZ-1着陸地点への軟着陸を成功させた。その後洋上の無人船への着陸も成功させている。2017年3月にはさらに回収した1段目の再使用にも成功した。
後にマイナーチェンジ版のブロック4が登場すると、それまでフル・スラストとだけ呼ばれていた機体はブロック3として区別されるようになった。ブロック3は2018年2月の49回目の打ち上げまで用いられた。

#### ブロック4
ファルコン9ブロック4 (Block 4) は、2017年8月の39回目の打ち上げから2018年6月の57回目の打ち上げまで用いられたマイナーチェンジ版のファルコン9である。詳細は明らかにされていないが、エンジン周りの構造の変化や、ファルコンヘビーのブースターとして使うための改造などが行われたと言われている。

#### ブロック5
ファルコン9ブロック5 (Block 5) は、2018年5月の54回目の打ち上げ以降用いられている改良型のファルコン9である。
ブロック5では、エンジンの推力を最大限まで増強することと着陸脚の改善が主な改善点。他には、第1段ロケットの再利用に寄与するマイナーな改良も含まれる。ブロック5では、第1段ロケットは点検のみで10回の再使用が、リファビッシュを行うことで100回以上の再使用が可能になるとされている。
「重要な細かい改良が全体的にたくさんあるが、推進力と着陸脚の改善が最も重要」と、2016年10月23日にイーロン・マスクは、ファルコン9ブロック5について説明している。さらに2017年1月21日、ファルコン9ブロック5が「パフォーマンスと可用性を大幅に改善する」ともイーロン・マスクは述べている。ファルコン9ブロック5をファルコン9ロケットの「最終的な」バージョンであるとも彼は言及した。

### ファルコンヘビー
ファルコン9の1段目ロケットをデルタ IVやアトラス V HLVのように3本束ねた超大型ロケットがファルコンヘビーである。中央の1段目はコアと呼ばれ、両サイドのサイドブースターを含めた全負荷を受け止めるため、専用に設計された強化されたものを使用している。ファルコンヘビー打ち上げ費用は約1億5000万ドル、打ち上げ能力は低軌道で53,000 kg (117,000 lb)、静止トランスファ軌道で21,200 kg (46,700 lb) であり、初打ち上げを果たした2018年時点で、サターンVに次いで史上2番目の打ち上げ能力を持つ。
ファルコンヘビーの構想が初めて公表されたのは、ファルコン9の初打ち上げの翌2011年の事である。スペースXでは当初2014年にも打ち上げたいとしていたが、開発を進めたところ大幅な設計変更が必要となり、中央の1段目はファルコン9の1段目をそのまま流用することが出来ないことが判明。最終的に2018年2月に初打ち上げを果たした。

### 計画中止になった機種
ファルコン9 Air
ファルコン9の空中発射ロケット型。ストラトローンチ・システムズが運用する母機から発射されることを前提に、2011年に開発計画が公表されたが、2012年にストラト社が提携先をオービタル・サイエンシズに変更したことから計画は放棄された（ストラトローンチ・システムズ#ロケットも参照）。

### 比較
| バージョン                                 | ファルコン9 v1.0 （運用終了）    | ファルコン9 v1.1 （運用終了） | ファルコン9 フル・スラスト ブロック 3/4（運用終了） | ファルコン9 ブロック5 （運用中）   |
| ------------------------------------------ | -------------------------------- | ----------------------------- | --------------------------------------------------- | ---------------------------------- |
| 第1段                                      | マーリン1C × 9                   | マーリン1D × 9                | マーリン1D（改良版） × 9                            | マーリン1D（改良版） × 9           |
| 第2段                                      | マーリン1Cバキューム × 1         | マーリン1Dバキューム × 1      | マーリン1Dバキューム（改良版） × 1                  | マーリン1Dバキューム（改良版） × 1 |
| 全高 (m)                                   | 53                               | 68.4                          | 70                                                  | 70                                 |
| 直径 (m)                                   | 3.66                             | 3.66                          | 3.66                                                | 3.66                               |
| 離床推力 (kN)                              | 3,807                            | 5,885                         | 6,804 7,607（2016年後半以降）                       | 7,607                              |
| 質量（トン）                               | 318                              | 506                           | 549                                                 | ~587                               |
| フェアリング直径 (m)                       | N/A                              | 5.2                           | 5.2                                                 | 5.2                                |
| 低軌道 (LEO) ペイロード (kg)               | 8,500–9,000 （ケープカナベラル） | 13,150 （ケープカナベラル）   | 22,800 （使い捨て、ケープカナベラル）               | 22,800                             |
| 静止トランスファ軌道 (GTO) ペイロード (kg) | 3,400                            | 4,850                         | 8,300（使い捨て） >5,300（再利用）                  | 8,300（使い捨て） 5,500（再利用）  |

## 信頼性
ファルコン9ロケットについて、スペースX社は非常に高い信頼性を持つと説明している。同社の信頼性に対する考え方は、シンプルな構成にすることで信頼性と低コストを得るという哲学に基づいている。
実際に2021年9月18日の時点でシリーズを通して127/129回の打ち上げに成功しており、成功率は98.45%である。失敗は、2015年6月28日のｖ1.1の19号機（打ち上げから139秒後に爆発）、2016年9月1日のフル・スラスト（打ち上げ前燃焼試験の準備中に爆発）の2回である。[追記]2024年7月11日に第2段から液体酸素が漏れ、失敗した。
ファルコン9の打ち上げシーケンスは、全てのエンジンに点火して、システムのチェックを行ってから打ち上げることになっている。性能が正常である事が確認されるまでは機体は射点の保持機構で固定されたままとなる。このような方式は、サターンV、スペースシャトルでも同様に使われてきた。もし、異常な状態が検知された場合は自動的にシャットダウンが行われ、推進薬の抜き取りが行われる。
サターンVと同様に、ファルコン9でも複数の1段エンジンをクラスター化しているため、飛行中にエンジンの1基が停止してもミッションを継続する事が出来る。ファルコン9は、アポロ計画のサターンロケット以降初めて、このエンジン停止時の対処能力 (engine-out capability) を持つロケットとなった。実際に4回目の打ち上げでは、上昇中にエンジン1基が異常を起こしたために停止されたが、他のエンジンに被害を与える事なく軌道に乗る事に成功した。
ファルコン9は三重冗長の飛行コンピュータと慣性誘導装置を有しており、さらにGPSを組み合わせる事で軌道投入精度を高めている。

## 再使用

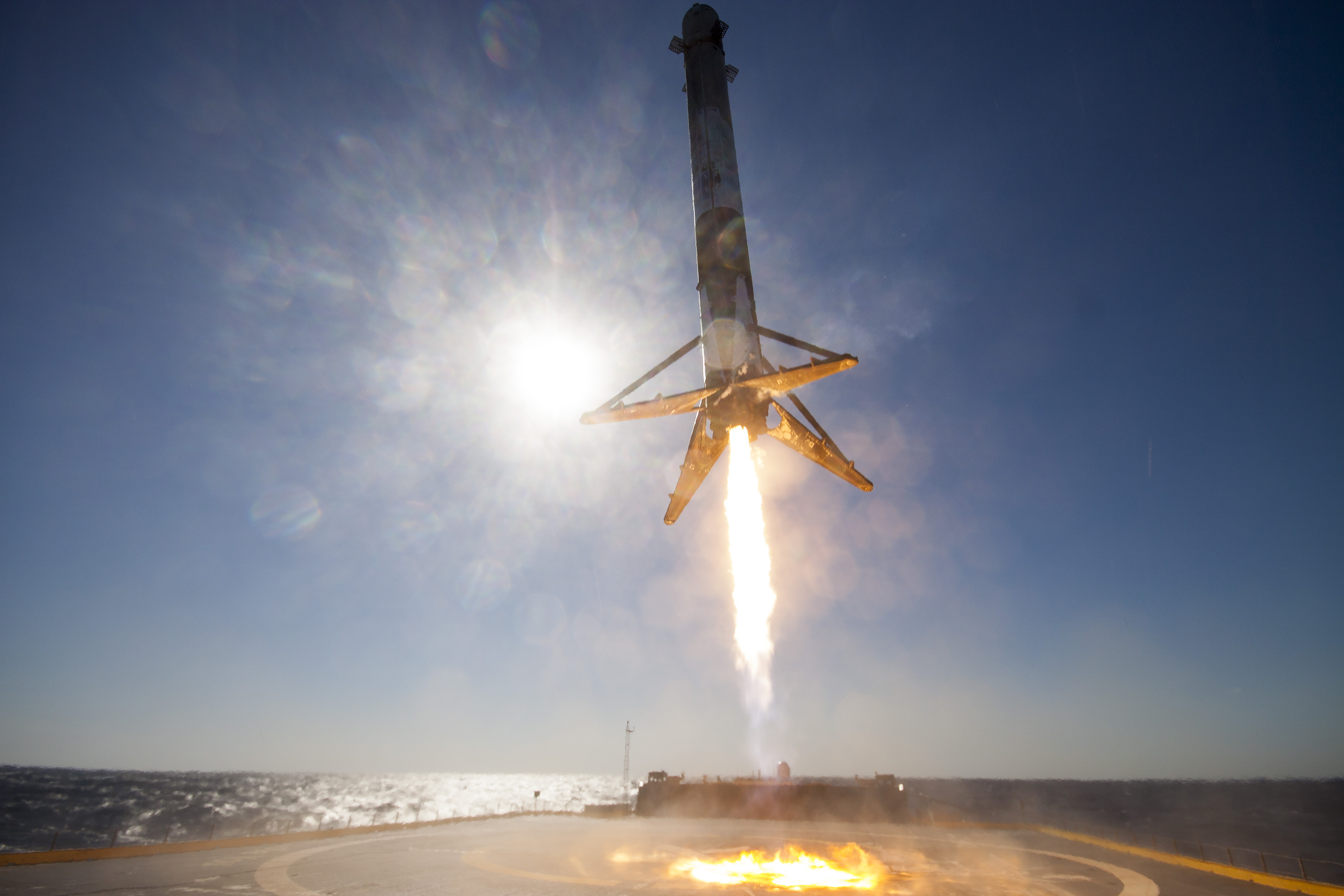
洋上の無人船に着陸する1段目

ファルコン9は、スペースシャトル以後では初となる、機体を回収・再使用する衛星打ち上げロケットである。かつてスペースシャトルでは軌道上に到達するオービタと呼ばれる上段部分が再使用されたのに対して、ファルコン9では1段目のロケットとフェアリングを再使用する。
1段目の回収は、陸上の着陸地点又は無人のドローン船（太平洋担当のJust Read the Instructions（指示をよく読め）号、大西洋担当のOf Course I Still Love You（もちろんまだ君を愛している）号）など4隻に対して、装着されたグリッドフィンやサイドスラスターで姿勢を自律制御して、エンジンの再点火を行い減速しながら目標地点へ軟着陸する。着陸間際には4脚の着陸脚が展開される。直立した状態で港へ帰り、大型トレーラーで輸送された後、整備されて再度打ち上げられる。
2015年12月22日の20号機（フル・スラスト初号機）で初めて地上への軟着陸に成功し、2016年4月8日の23号機フル・スラストで初めて無人船 (Of Course I Still Love You) への軟着陸に成功した。1段目の再使用は2017年3月30日の32号機においてはじめて実施されており、それ以前は全て新造された機体が用いられてきた。2017年から本格的に再利用ロケットの運用が始まり、2018年からは大口顧客であるイリジウム社の同意が得られたこともあり、打ち上げられるロケットの半分以上が再利用されたものとなっている。2023年12月現在、複数の第1段ロケットで17回以上の再利用が行われている。
なお、1段目のロケットを回収するためには軟着陸用の装備（グリッドフィンや着陸脚、減速用の推進剤等）を搭載する必要があるため、その分だけ打ち上げ可能なペイロードの重量が減ってしまう。そのため、大型で重たい衛星や遠い軌道へ打ち上げる場合は使い捨てロケットとして使われる。

### 開発

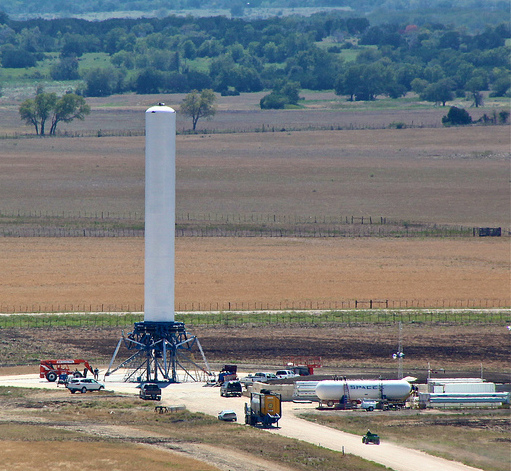
グラスホッパー

ファルコン9の再使用計画は、v1.0の打ち上げが成功した後の2011年9月に初めて明らかにされた。この構想では、第1段・第2段ともにエンジンを逆噴射させて垂直着陸を行い、回収・再使用するという今日の形態が示されていた。発表では再使用が実現すれば、打ち上げコストは従来の100分の1程度になることが謳われた。また同月には、FAAに対してファルコン9の1段目を改造したグラスホッパー (Grasshopper RLV) と呼ばれる垂直離着陸実験機を使う実験飛行を申請し、実際に2012年9月から2013年10月まで8回の飛行試験が行われた。また、2014年4月からは後継機のF9R-Devを用いて試験が行われ、その成果はフル・スラストに反映された。
実験機とは別に、ファルコン9 v1.0においても一部の機体の1段目にはパラシュートが装備されており、回収を実証して可能であれば将来の再使用も試みるつもりであったが、2010年に行われた実験では2回とも失敗した。この手法では回収のためには高速で落下する機体を守るため耐熱用のアブレーティブ材の層で覆うと共に、海に着水して海水にさらされても腐食しない材料の使用が必要となるなど再使用への課題が多かったため、以後パラシュートを使用した1段目の回収案は破棄された。

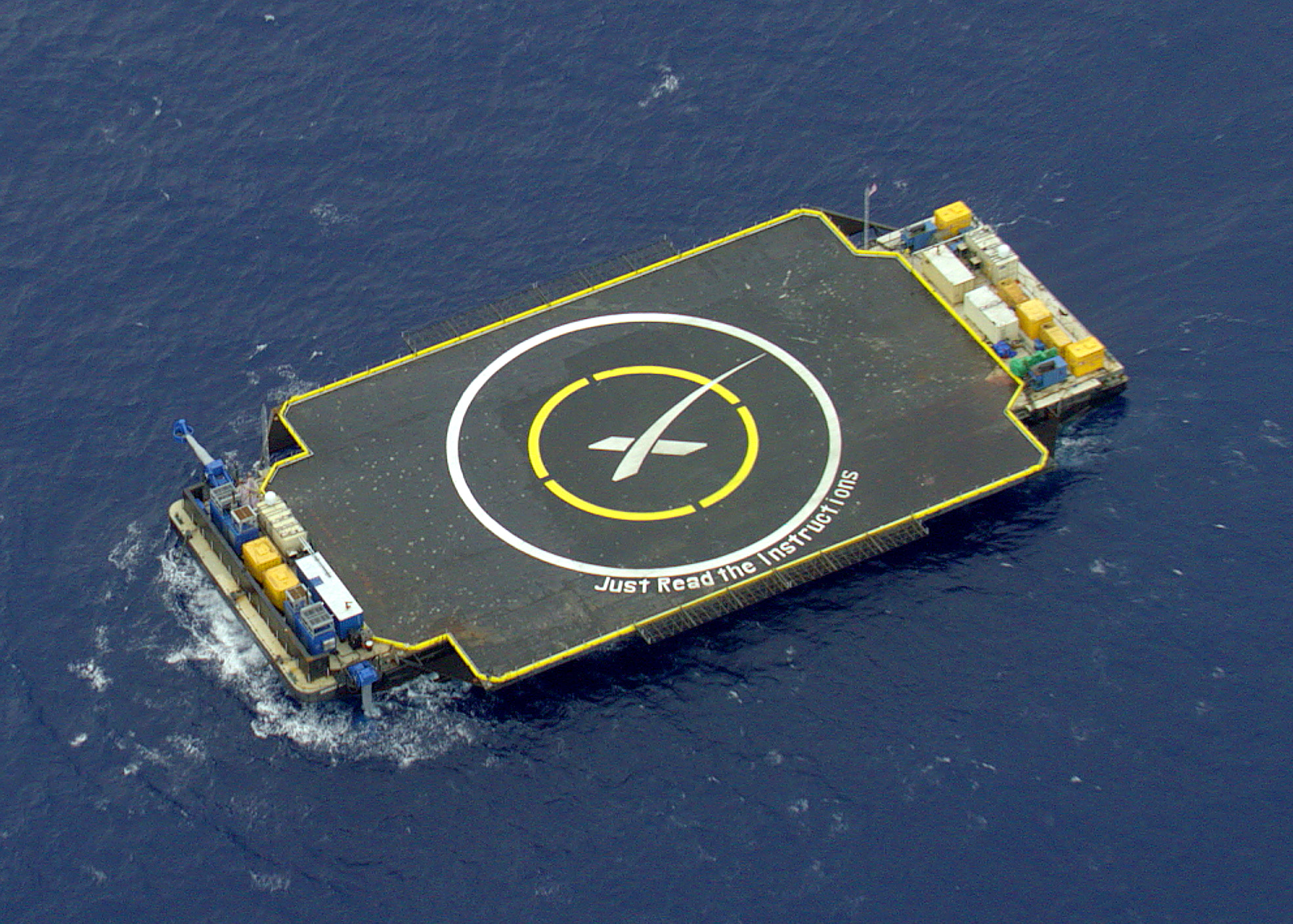
洋上着陸のための無人船 Just Read the Instructions 号

2013年9月に行われたファルコン9 v1.1初号機の打ち上げでは、前述の垂直着陸を模した1段目の回収試験が実際に行われた。1段目ロケットは2段目を分離した後、地球へ落下しながら3基のエンジンを再点火させて減速し、着陸の直前に中央のエンジン1基を噴射して着陸するシーケンスがテストされた。この試験では洋上着水直前のエンジン1基の噴射が機体の回転の影響による遠心力で燃料供給できなくなり早期に燃焼が停止して洋上に激突したが、一部の機器の回収には成功した。このトラブルは、v1.1 4号機に装着する着陸脚を展開すれば回転をスラスタ噴射で制御出来ると考えられた。実際に、2014年4月のv1.1 4号機で洋上着水試験が行われ、着水直前に落下速度がゼロになったことが確認された。ただし、回収域の海は7mの大時化だったため機体の回収は断念した。その後も試験は継続されたが最終的にv1.1では着陸は成功しなかった。
これらの経験をもとに開発されたファルコン9フル・スラストでは前記のように当初から軟着陸/着船を成功させ、以後のミッションでは打ち上げ能力に余裕がある場合は1段目の回収を行うことが常となった。

### コスト
ファルコン9の打ち上げコストは、1段目が全体の約60%、2段目が20%、フェアリングが10%、推進剤や地上設備などのコストが残り10%とされている。2021年現在、スペースXではこのうち最もコストの大きい1段目と、フェアリングの再使用に成功している。
1段目の回収には、着陸脚や余分な推進剤が必要となるため、打ち上げ能力が40%ほど少なくなるとされる。一方で、1段目の新造にかかるコストが1500万ドル（2020年時点）とされる一方、修理のコストが100万ドルで、また回収と修理を合わせても新造の10%以下にすぎないとも報告されており、再使用を繰り返すことで大幅にコストが低下していることが明らかにされている。
さらに再使用が進んだ2024年現在は、打ち上げ1回あたり2000万ドル以下と推定されている。
ただし、2段目の再使用は実現していないため、ロケット全体のコストとしてはそこがコスト削減の限界となっている。

### 1段目着陸の概要
1段目と2段目の切り離し直前に、1段目エンジンを完全に停止させ、2段目の切り離し直後から、射場近くの着陸地点に着陸する場合は3回（ペイロードが軽く燃料に余裕がある場合にこちらの方法が取られることが多い）、海上のドローン船に着艦する場合は2回に亘って断続的に1段目エンジンの再点火と停止を行う。3回の噴射は、それぞれブースト・バック・バーン（9基のマーリン・エンジンの内、3基を使用）、エントリー・バーン（同じく3基を使用）、ランディング・バーン（9基のマーリン・エンジンの内、中央の1基を使用）と呼ばれている（海上着艦の場合はブースト・バックは行われない）。以下の手順の数値は、2022年2月2日の、ヴァンデンバーグ宇宙軍基地からのBlock5による衛星打ち上げミッション (NROL-87) の際のものを参考にしている。

#### 手順
1. 1段目と2段目の切り離し（打ち上げ後2分27秒、高度77.6 km、速度5,940 km/h）直後に、1段目上部の水平ロケット・スラスターを噴射して、機体を急速に上向方向にピッチさせると同時に、ブースト・バックを開始（打ち上げ後2分37秒）。機体が直立した状態を通り過ぎて、完全に半回転して進行方向とは逆方向を向いたところで水平スラスターを噴射して機体の旋回を停止する。
2. ブースト・バック終了（打ち上げ後3分20秒、高度131 km、速度203 1km/h）。水平方向の速度成分はブースト・バック前とは逆転しており、打ち上げ基地に近づく方向。上昇方向の垂直の速度成分が残っていて上昇中。
3. 上部窒素ガス・スラスターを噴射して姿勢の調整を行い、徐々にエンジンを下に向けた直立姿勢に持って行く。上部グリッドフィン（英語版）を展開（打ち上げ後3分36秒、高度137 km、速度1,563 km/h）。この高度では、まだ空気密度が低いためグリッドフィンは効かない。
4. 最高高度に到達（打ち上げ後4分13秒、高度144 km、速度942 km/h）。打ち上げ基地に近づきながら自由落下開始。ほぼ直立姿勢に移行完了。
5. 大気圏再突入（打ち上げ後5分50秒、高度100 km、速度3,405 km/h）。打ち上げ基地のほぼ上空に到達。しばらくほぼ垂直に落下し、速度上昇。速度成分は、ほぼ垂直成分のみ。
6. エントリー・バーン開始（打ち上げ後6分32秒、高度54.2 km、速度4,754 km/h）。
7. エントリー・バーン終了（打ち上げ後6分56秒、高度30.1 km、速度2,435 km/h）。エントリー・バーンにより機体本体（推進剤を除く）の運動エネルギーは約74%減少、位置エネルギーは約45%減少。
8. グリッドフィンと窒素ガス・スラスターの併用で姿勢を制御しながら降下。降下速度は一旦増加するが、空気密度が増大し空気抵抗が増大するにつれて減少。
9. 目標の着陸地点（着陸パッド）上空に到達。ランディング・バーン開始（打ち上げ後7分43秒、高度4.1 km、速度1,055 km/h）。
10. 主エンジンのノズルの向きとグリッドフィン、窒素ガス・スラスターの相互制御で完璧な直立状態で、着陸と同時に相対速度0となるようにして着地する。着陸直前に下部に付けられた着陸用の4つの脚を高圧ヘリウムでテレスコピックの支柱を伸ばす方法で展開。
11. 着陸。ランディング・バーン終了（打ち上げ後8分15秒）。着陸パッド（ランディング・ゾーン4）は打ち上げパッド (SLC4E) から約420 m離れた地点。

### 2段目の再使用
前述のように、スペースXは当初、1段目のみならず2段目についても逆噴射による垂直着陸で回収、再使用を行う構想を公開していた。しかし、2段目は1段目と比べ再突入時の速度が早く、また2段目の重量増加は打ち上げ能力の減少に直結することなどから、開発は難しいとみられていた。最終的に2018年、イーロン・マスクは再使用に向けた2段目のアップグレードを行わないと発言、代わりにより大型で2段目も含め再使用可能な後継機スターシップの開発に注力することを表明した。

## 射場
2017年現在運用中の射場は3箇所。2020年までにもう1箇所を追加することが計画されている。
- ケープカナベラル空軍基地 第40射場 : 5号機までは全てケープカナベラルから打ち上げられている。
- ヴァンデンバーグ空軍基地 第4射場（英語版） : 6号機の打ち上げで初めて用いられた[10]。ファルコン9の打ち上げの為の改装費用は5000万ドルと推定される。当初は2012年に最初の打ち上げを予定していた[41]。
- ケネディ宇宙センター第39発射施設 : アポロ計画のサターンロケットやスペースシャトルの打ち上げに使われていた射場。2014年4月にNASAとの間で20年間の使用計画が結ばれ[42]、2017年の30号機打ち上げから使用が開始された。
- スペースX南テキサス射場（英語版）：テキサス州南部メキシコ国境に近いボカチカにあるスペースXの射場である。スペースX4番目の射場として2014年8月に選定された[43]。2019年7月に運用開始されStarhopperのテストが行われた[44]。元々は2018年に射場として利用開始予定であった[45]。

## 価格
2010年のロケットの処女飛行の時点では、ファルコン9 v1.0の打ち上げ価格は4,990万ドルから5,600万ドルと記載されていた。2012年までには、リストされた価格帯は5400万ドルから5950万ドルに上昇していた。2013年8月には、ファルコン9 v1.1.1の当初の上場価格は5,650万ドルであったが、2014年6月には6,120万ドルに引き上げられた。2016年5月以降、ファルコン9フルスラストミッション（ブースター回収を可能にする）の標準価格は6,200万ドルとして公表されている。国際宇宙ステーションへのドラゴン貨物ミッションは、NASAとの固定価格契約の下で、カプセルの費用を含めて平均1億3,300万ドルの費用がかかっている。同じくアメリカ海洋大気庁（NOAA）のファルコン9号で打ち上げられたDSCOVRミッションの費用は9,700万ドルであった。
2004年、イーロン・マスクは、「長期的な計画では、顧客の需要があれば、ヘビーリフト製品、さらにはスーパーヘビーの開発を求めている」と述べている。最終的には、1100ドル/kg（の軌道上のペイロード）以下は非常に達成可能だと思っている。」と述べている。2016年の打ち上げ価格で、LEOのペイロード容量をフルに使用した場合、ファルコン9フル・スラストの打ち上げコストは2,700ドル/kg強である。
2011年、マスクはファルコン9 v1.0ロケットの燃料と酸化剤のコストは合計で約20万ドルと見積もっている。第1段は液体酸素245,620 LとRP-1燃料146,020 Lを使用し、第2段は液体酸素28,000 LとRP-1燃料17,000 Lを使用している。
2018年には、ファルコン9の打ち上げコストの低下により、競合他社が新しいロケットを開発するようになった。アリアンスペースはアリアン6に、ユナイテッド・ローンチ・アライアンス (ULA) はヴァルカン ・ケンタウルスに、インターナショナル・ローンチ・サービス (ILS) はプロトン-Mに取り組んでいる。
2019年6月26日、スペースXの商業営業担当副社長ジョナサン・ホフェラーは、スペースXが飛行前の第1段ブースターを備えたファルコン9ミッションの初期顧客に与えていた以前の割引価格は、現在では同社の通常価格になっていると述べた。2019年10月、NASAのスペースインテルレポートのデータによると、ファルコン9の「基本価格」である1回の打ち上げあたり6,200万ドルが、2021年以降の打ち上げに適用される5,200万ドルに近づいていることが明らかになった。
2020年4月10日、ロスコスモスのトップであるロゴジンは、スペースXが同じフライトでNASAに1.5倍から4倍の料金を請求しているのに対し、商業顧客には1回のフライトで6000万ドルを請求するという価格ダンピングを行っているとの疑惑から、打ち上げ価格を30%引き下げていると発言した。スペースXのイーロン・マスクCEOはこのような主張を否定し、実際の原因は、ロシアのロケットが消耗品であるのに対し、ファルコン9は80%が再利用可能であることにあると答えている。ULAのトーリー・ブルーノCEOは、「一貫した損益分岐点を達成するためには、一つのフリートの平均として10回程度のフライトが必要だと考えている...そして誰もそれに近づいたことはない」と述べている。しかし、イーロン・マスクは「ブースターとフェアリングの再利用性によるペイロード削減はファルコン9では40%未満、リカバリーと改修は10%未満なので、2フライトでほぼ互角、3フライトでは間違いなく先行している」と回答している。CNBCは2020年4月、米国空軍の打ち上げには余分なセキュリティが絡んでいるため、9,500万ドルのコストがかかっていると報じた。スペースXの幹部クリストファー・クルリスは、ロケットを再利用することで価格をさらに安くすることができると述べ、「すべて込みで打ち上げには2,800万ドルしかかからない」と述べている。ただし、2022年現在ファルコン9には競合となるロケットが居らず、こうしたコスト削減分は料金に転嫁されず、打ち上げ価格は6,700万ドルで提供されている。

## 打ち上げ
ファルコン9の打ち上げは2021年には年間31回に上っており、アメリカで打ち上げられたロケットの半数以上を占めている。さらに2022年には打ち上げ回数が前年からほぼ倍増して61回となり、スペースX社の年間打ち上げ記録を更新したうえで、全てのミッションで成功した。
そして、2023年には91回もの打ち上げをすべて成功させており、ロケットの商業打ち上げシェアで圧倒的な地位を占めるまでに成長している。

### 打ち上げの生中継
スペースXは同社の宣伝も兼ねて打ち上げの生中継に非常に力を入れており、毎回の打ち上げや着陸の様子は管制センターや発射台、着陸地点、ロケット本体等に装着されたカメラからインターネット上へ生配信されており、誰でも視聴することが可能である。カメラの搭載は商用ロケットとしては重量の面で不利になるが、ファルコン9には2段目も含めて多数のカメラが装着されているため、発射台 - 宇宙空間でフェアリングが外れて衛星が放出されるところまで打ち上げの全ての工程を見ることができる。なお、軍事衛星等の機密性の高いものを打ち上げる際は2段目の速度や方位、フェアリング内のカメラの映像等は配信されない。
2018年2月6日に試験打ち上げが行われたファルコンヘビーのインターネット配信では、同時視聴数が230万以上に達してYouTube史上2番目に視聴された生配信となった。

### 打ち上げ記録
| 形式 10 20 30 40 50 60 70 '10 '11 '12 '13 '14 '15 '16 '17 '18 '19 '20 '21 '22 '23 - v1.0 - v1.1 - FT - FT(再利用) - ブロック5 - ブロック5(再利用) - ヘビー |  | 射場 10 20 30 40 50 60 70 '10 '11 '12 '13 '14 '15 '16 '17 '18 '19 '20 '21 '22 '23 - ケープカナベラル - ヴァンデンバーグ - ケネディ |

| ミッション成否 10 20 30 40 50 60 70 '10 '11 '12 '13 '14 '15 '16 '17 '18 '19 '20 '21 '22 '23 - 失敗(打ち上げ前) - 失敗 - 部分的失敗 - 成功 - スターリンク(成功) - 打ち上げ予定 |  | 着陸成否 10 20 30 40 50 60 70 2010 '11 '12 '13 '14 '15 '16 '17 '18 '19 '20 '21 '22 '23 - 着陸失敗 - 無人船失敗 - 着水失敗 - パラシュート失敗 - 着陸成功 - 無人船成功 - 着水成功 - 実施無し |